# Canada Open 1998
Il Canada Open 1998 (conosciuto anche come du Maurier Open per motivi di sponsorizzazione) è stato un torneo di tennis giocato sul cemento. È stata la 108ª edizione del Canada Open, che fa parte della categoria Super 9 nell'ambito dell'ATP Tour 1998, e della categoria Tier I nell'ambito del WTA Tour 1998. Il torneo maschile si è giocato al National Tennis Centre di Toronto in Canada, dal 3 al 10 agosto 1998, quello femminile al du Maurier Stadium di Montréal in Canada, dal 17 al 23 agosto 1998.

## Campioni

### Singolare maschile
Patrick Rafter ha battuto in finale  Richard Krajicek con il punteggio di 7–6(3), 6–4.

### Singolare femminile
Monica Seles ha battuto in finale  Arantxa Sánchez Vicario con il punteggio di 6–3, 6–2.

### Doppio maschile
Martin Damm /  Jim Grabb  hanno battuto in finale  Ellis Ferreira /  Rick Leach con il punteggio di 6–2, 6–7, 6–2.

### Doppio femminile
Martina Hingis /  Jana Novotná  hanno battuto in finale  Yayuk Basuki /  Caroline Vis con il punteggio di 6–3, 6–4.